# Sallent de Gállego
Sallent de Gállego (aragónul Sallent de Galligo) település Spanyolországban, Huesca tartományban. Sallent de Gállego Canfranc, Sabiñánigo, Biescas, Hoz de Jaca, Panticosa, Cauterets, Estaing, Arrens-Marsous és Laruns községekkel határos. Lakosainak száma 1516 fő (2024).

## Népesség
A település népessége az utóbbi években az alábbiak szerint változott:
| Lakosok száma | 1081 | 1227 | 1400 | 1480 | 1512 | 1484 | 1444 | 1478 | 1557 | 1516 |
|               | 2001 | 2004 | 2007 | 2009 | 2012 | 2014 | 2017 | 2019 | 2022 | 2024 |